# 舌唇石斛
舌唇石斛（学名：Dendrobium parcum）又名舌石斛，是兰科石斛属的一种兰花，分布于缅甸、泰国、越南、孟加拉国以及中国云南地区。

## 特征描述
舌唇石斛为附生草本植物，茎纤细，具多级分枝，常呈紫褐色，节间膨大，基部具灰色的膜质鞘，易撕裂脱落。
常1-2朵花生于枝的顶端，具膜质筒状灰色的花苞片。子房黄绿色至淡黄色；中萼片较侧萼片小，椭圆形；侧萼片卵状披针形，淡黄色略带紫褐，基部偏斜，彼此靠合形成萼囊；花瓣匙形，淡黄色；唇瓣长舌状匙形，无侧裂片，基部黄绿色，正面具2列深紫色斑点，每列5-6个，向先端渐变淡黄色，顶端内凹。蕊柱长约4毫米。花期为3-4月。